# Kronenschluss
Der Kronenschluss ist in der Forstwirtschaft der Zeitpunkt, in dem ein Kronenschlussgrad erreicht wird, bei dem die Kronen benachbarter Bäume sich gerade berühren. Er wird in der Dickungs-Phase erreicht. Mit dem Kronenschluss entfallen direkte Sonneneinstrahlung auf den Boden und das Mikroklima des Ökosystems Wald wird ausgeprägt. 
Für die einzelnen Bäume beginnt mit dieser Phase die Konkurrenz um Sonnenlicht und Ausbreitungsraum, die vor allem durch Höhenwachstum geführt wird.